# Short track ai XXII Giochi olimpici invernali - 1500 m maschile
La gara dei 1500 metri maschili di short track  dei XXII Giochi olimpici invernali di Soči si è disputata il 10 febbraio.
Detentore del titolo di campione olimpico uscente era il sudcoreano Lee Jung-Su, che vinse a Vancouver 2010 (in Canada), precedendo gli statunitensi Apolo Anton Ohno (medaglia d'argento) e lo statunitense J.R. Celski (medaglia di bronzo).
Campione olimpico si è laureato il canadese Charles Hamelin, precedendo il cinese Han Tianyu, medaglia d'argento, e il russo Viktor An, medaglia di bronzo.

## Risultati

### Batterie
Sono state disputate sei batterie, ognuna delle quali con sei corridori; i primi tre classificati si sono qualificati per le semifinali.

#### Batteria 1
| pos. | Nome            | Nazione       | Tempo    |
| ---- | --------------- | ------------- | -------- |
| 1    | Jack Whelbourne | Gran Bretagna | 2'14"091 |
| 2    | Yuri Confortola | Italia        | 2'14"143 |
| 3    | Sjinkie Knegt   | Paesi Bassi   | 2'14"249 |
| 4    | Robert Seifert  | Germania      | 2'16"555 |
| 5*   | Roberto Puķītis | Lettonia      | 2'30"671 |
|      | Yuzo Takamido   | Giappone      |          |

*Qualificato per essere stato ostacolato durante la gara.

#### Batteria 2
| pos. | Nome              | Nazione       | Tempo    |
| ---- | ----------------- | ------------- | -------- |
| 1    | Viktor An         | Russia        | 2'20"865 |
| 2    | Han Tianyu        | Cina          | 2'20"911 |
| 3    | Park Se-Yeong     | Corea del Sud | 2'21"087 |
| 4    | Vladislav Bykanov | Israele       | 2'21"163 |
| 5    | Pan-To Barton Lui | Hong Kong     | 2'22"139 |
| 6    | Viktor Knoch      | Ungheria      | 2'47"714 |

#### Batteria 3
| pos. | Nome             | Nazione       | Tempo    |
| ---- | ---------------- | ------------- | -------- |
| 1    | Sin Da-Woon      | Corea del Sud | 2'15"530 |
| 2    | J.R. Celski      | Stati Uniti   | 2'15"675 |
| 3    | Sébastien Lepape | Francia       | 2'15"806 |
| 4    | Ryosuke Sakazume | Giappone      | 2'17"985 |
| 5    | Maksim Sjarhejeŭ | Bielorussia   | 2'19"505 |
| 6    | Shi Jingnan      | Cina          | 2'51"512 |

#### Batteria 4
| pos. | Nome               | Nazione     | Tempo    |
| ---- | ------------------ | ----------- | -------- |
| 1    | Charles Hamelin    | Canada      | 2'16"903 |
| 2    | Semën Elistratov   | Russia      | 2'16"904 |
| 3    | Eduardo Alvarez    | Stati Uniti | 2'17"532 |
| 4    | Maxime Châtaignier | Francia     | 2'17"938 |
| 5    | Aydar Bekjanov     | Kazakistan  | 2'19"713 |
| 6    | Bence Béres        | Ungheria    | 2'20"327 |

#### Batteria 5
| pos. | Nome               | Nazione     | Tempo    |
| ---- | ------------------ | ----------- | -------- |
| 1    | Niels Kerstholt    | Paesi Bassi | 2'13"848 |
| 2    | François Hamelin   | Canada      | 2'13"935 |
| 3    | Thibaut Fauconnet  | Francia     | 2'14"054 |
| 4    | Shaolin Sándor Liu | Ungheria    | 2'14"055 |
| 5    | Vojtěch Loudín     | Rep. Ceca   | 2'14"906 |
| 6    | Denis Nikişa       | Kazakistan  | 2'16"452 |

#### Batteria 6
| pos. | Nome                  | Nazione       | Tempo    |
| ---- | --------------------- | ------------- | -------- |
| 1    | Lee Han-Bin           | Corea del Sud | 2'16"412 |
| 2    | Michael Gilday        | Canada        | 2'16"468 |
| 3    | Chen Dequan           | Cina          | 2'16"535 |
| 4    | Christopher Creveling | Stati Uniti   | 2'16"553 |
| 5    | Tommaso Dotti         | Italia        | 2'17"300 |
| 6    | Satoshi Sakashita     | Giappone      | 2'18"298 |

### Semifinali
Sono state svolte tre semifinali; i primi due di ogni gara sono stati ammessi alla finale A, mentre il terzo e il quarto alla finale B, valida per i piazzamenti.

#### Semifinale 1
| Pos. | Nome              | Nazione       | Tempo    |
| ---- | ----------------- | ------------- | -------- |
| 1    | Han Tianyu        | Cina          | 2'15"858 |
| 2    | Viktor An         | Russia        | 2'16"000 |
| 3    | Park Se-Yeong     | Corea del Sud | 2'16"241 |
| 4    | François Hamelin  | Canada        | 2'16"473 |
| 5    | Roberto Puķītis   | Lettonia      | 2'16"961 |
| 6    | Niels Kerstholt   | Paesi Bassi   | 2'17"134 |
|      | Thibaut Fauconnet | Francia       |          |

#### Semifinale 2
| Pos. | Nome             | Nazione       | Tempo    |
| ---- | ---------------- | ------------- | -------- |
| 1    | J.R. Celski      | Stati Uniti   | 2'21"603 |
| 2    | Chen Dequan      | Cina          | 2'21"697 |
| 3    | Sébastien Lepape | Francia       | 2'23"995 |
| 4    | Sin Da-Woon      | Corea del Sud | 2'52"061 |
| 5*   | Lee Han-Bin      | Corea del Sud | 3'11"810 |
|      | Michael Gilday   | Canada        |          |

*è stato ammesso alla finale A per essere stato ostacolato durante la gara.

#### Semifinale 3
| Pos. | Nome             | Nazione       | Tempo    |
| ---- | ---------------- | ------------- | -------- |
| 1    | Charles Hamelin  | Canada        | 2'14"480 |
| 2    | Jack Whelbourne  | Gran Bretagna | 2'14"635 |
| 3    | Sjinkie Knegt    | Paesi Bassi   | 2'14"677 |
| 4    | Semën Elistratov | Russia        | 2'14"783 |
| 5    | Yuri Confortola  | Italia        | 2'19"086 |
|      | Eduardo Alvarez  | Stati Uniti   |          |

### Finali

#### Finale A
| Pos. | Nome            | Nazione       | Tempo    |
| ---- | --------------- | ------------- | -------- |
|      | Charles Hamelin | Canada        | 2'14"985 |
|      | Han Tianyu      | Cina          | 2'15"055 |
|      | Viktor An       | Russia        | 2'15"062 |
| 4    | J.R. Celski     | Stati Uniti   | 2'15"624 |
| 5    | Dequan Chen     | Cina          | 2'15"626 |
| 6    | Lee Han-Bin     | Corea del Sud | 2'16"466 |
| 7    | Jack Whelbourne | Gran Bretagna | no time  |

#### Finale B
| Pos. | Nome             | Nazione       | Tempo    |
| ---- | ---------------- | ------------- | -------- |
| 8    | Sébastien Lepape | Francia       | 2'21"483 |
| 9    | François Hamelin | Canada        | 2'21"592 |
| 10   | Sin Da-Woon      | Corea del Sud | 2'22"066 |
| 11   | Semën Elistratov | Russia        | 2'24"352 |
| 12   | Sjinkie Knegt    | Paesi Bassi   | 2'39"581 |
|      | Park Se-Yeong    | Corea del Sud | DSQ      |

Data: Lunedì 10 febbraio 2014

Ora locale: 13:45

Luogo: Palazzo del ghiaccio Iceberg

Legenda:
- DNS = non partito (did not start)
- DNF = prova non completata (did not finish)
- DSQ = squalificato (disqualified)
- pos. = posizione